# Каролеї
Каролеї (італ. Carolei, сиц. Carulei) — муніципалітет в Італії, у регіоні Калабрія,  провінція Козенца.
Каролеї розташоване на відстані близько 440 км на південний схід від Рима, 55 км на північний захід від Катандзаро, 7 км на південний захід від Козенци.
Населення — 3361 особа (2014).
Щорічний фестиваль відбувається 16 липня. Покровитель — Madonna del Carmine.

## Демографія
Населення за роками:

Станом на 1 січня 2023 року в муніципалітеті офіційно проживало 128 іноземців з 29 країн, серед них 25 громадян країн Євросоюзу та 15 громадян України.

## Сусідні муніципалітети
- Козенца
- Діпіньяно
- Доманіко
- Мендічино